# Pehr Berggren
Pehr Berggren, född 8 november 1792 i Lervik, Färnebo socken Värmland, död 14 juli 1848 i Stockholm, var en svensk landskapsmålare.
Per Berggren var son till brukspatronen Petter Berggren. Han åtnjöt konstundervisning av Per Emanuel Limnell och blev elev vid Konstakademien 1814-1922. Under sin tid som student vid konstakademin erhöll han inte mindre än nio medaljer. Berggren intresserade sig tidigt för göticismen och de nationella strävandena inom det 1814 grundade Sällskapet för konststudium. 1817 erhöll han andra priset i Götiska Förbundets tävling anordnad för dem bland Sveriges och Norges konstnärer, som ur den nordiska mytologien hämta ämnen för sina framställningar i bildande konst med en teckning av Frej överlämnar sitt svärd åt sin tjänare Skirnir även 1819 och 1820 prisbelönades han av Götiska Förbundet för måleri med motiv ur den fornnordiska mytologin. Han deltog 1818 med liknande motiv i en utställning som anordnades i opposition mot konstakademin, som favoriserade antika motiv. Ganska snart försonades dock opponentrörelsen med akademin, Berggren innehade 1821-22 akademiens större måleristipendium och deltog 1822 på konstakademiens utställning med målningen Heimdal som inköptes av Bernhard von Beskow och skänktes till Uppsala universitet. Han blev 1825 agré vid Franska konstakademien. På 1820-talet började dock Berggren att röna inflytande från Nasarenerna, vilka genom Gustaf Erik Hasselgren börjat vinna insteg i Sverige. I denna stil utförde han bland annat motiven Kristi uppståndelse (Västra Emterviks kyrka, 1825) och Kristus i Getsemane (Gårdeby kyrka, 1841). Ännu i början av 1830-talet utförde han även fornnordiska motiv. I början av 1830-talet utförde han kopior av målningar av familjen Carracci och Guido Reni i orangeriet på Finspångs slott. Han verkade även som porträttmålare, och fick 1832 uppdrag att måla Karl XIV Johan. Berggren blev 1838 biträdande lärare vid Konstakademiens principskola. Berggren finns representerad vid bland annat Nationalmuseum i Stockholm.